# Pasvikälven

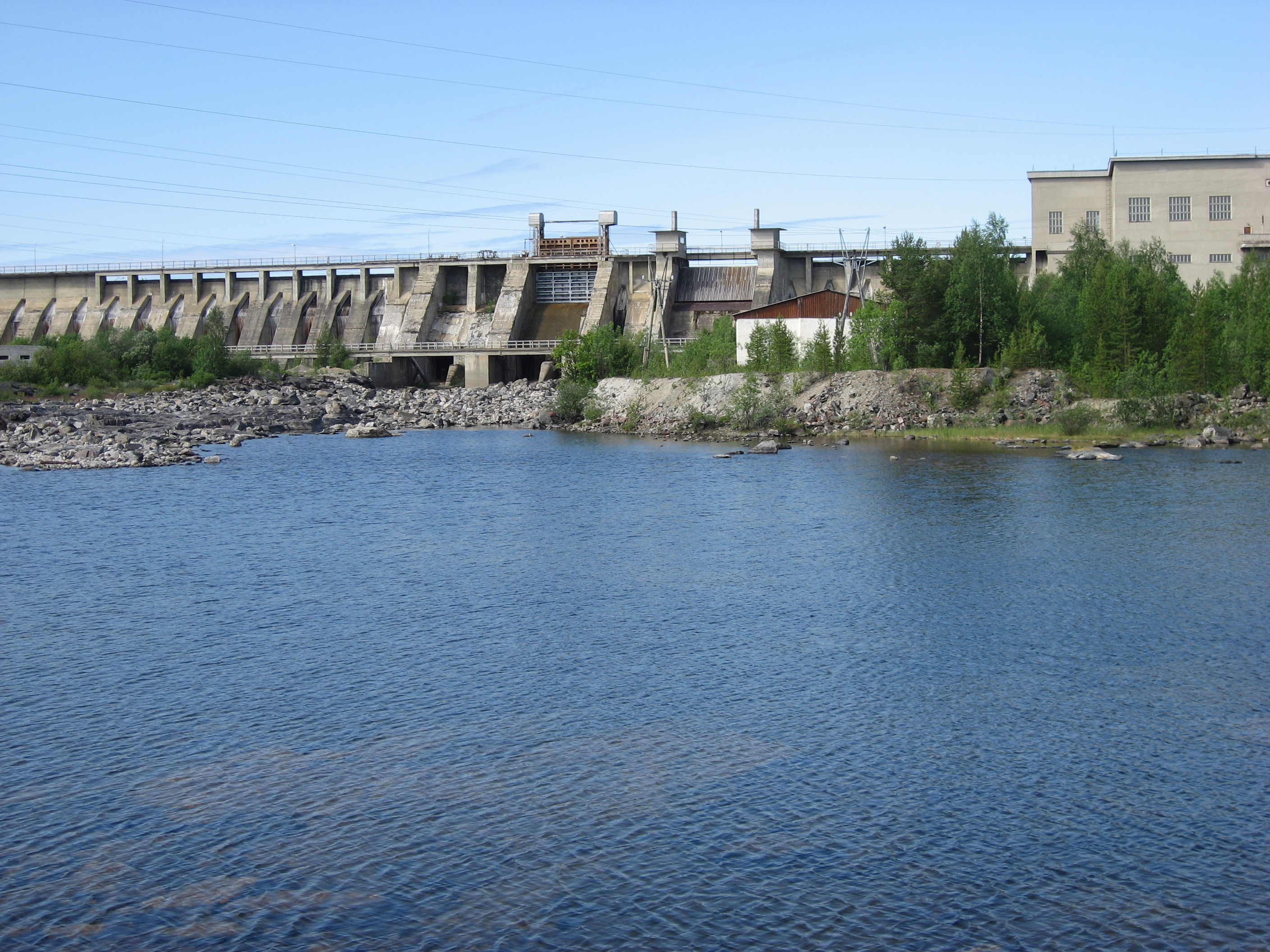
Janiskoski kraftverk i Ryssland

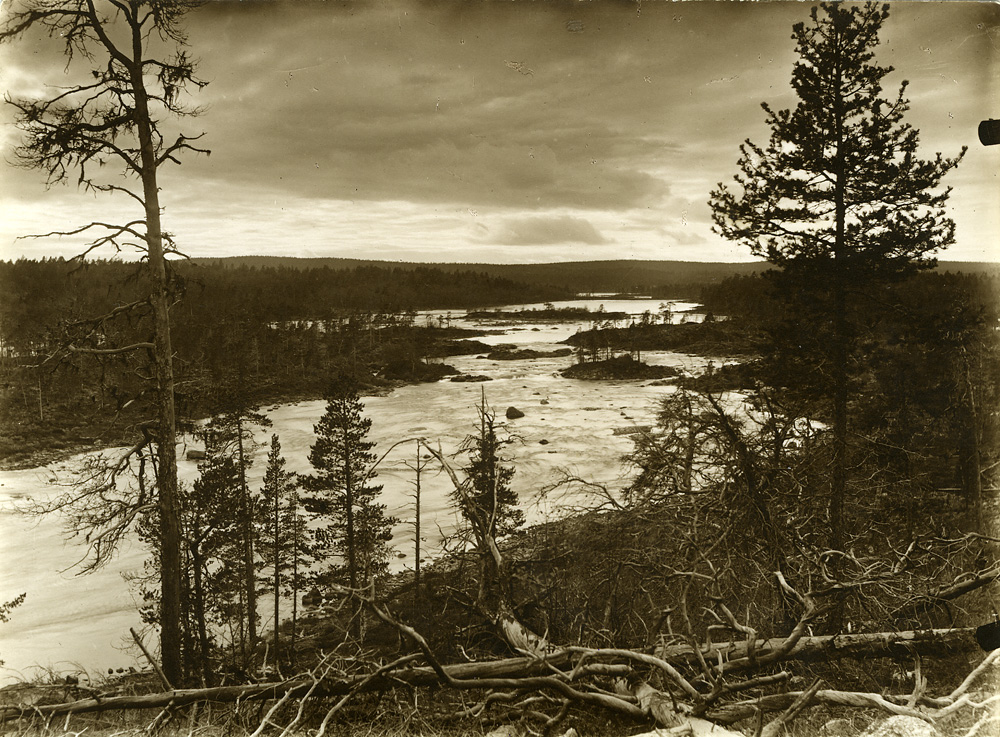
Grensefoss, numera utbyggd genom Rajakoski kraftverk, omkring 1900. Foto: Ellisif Wessel

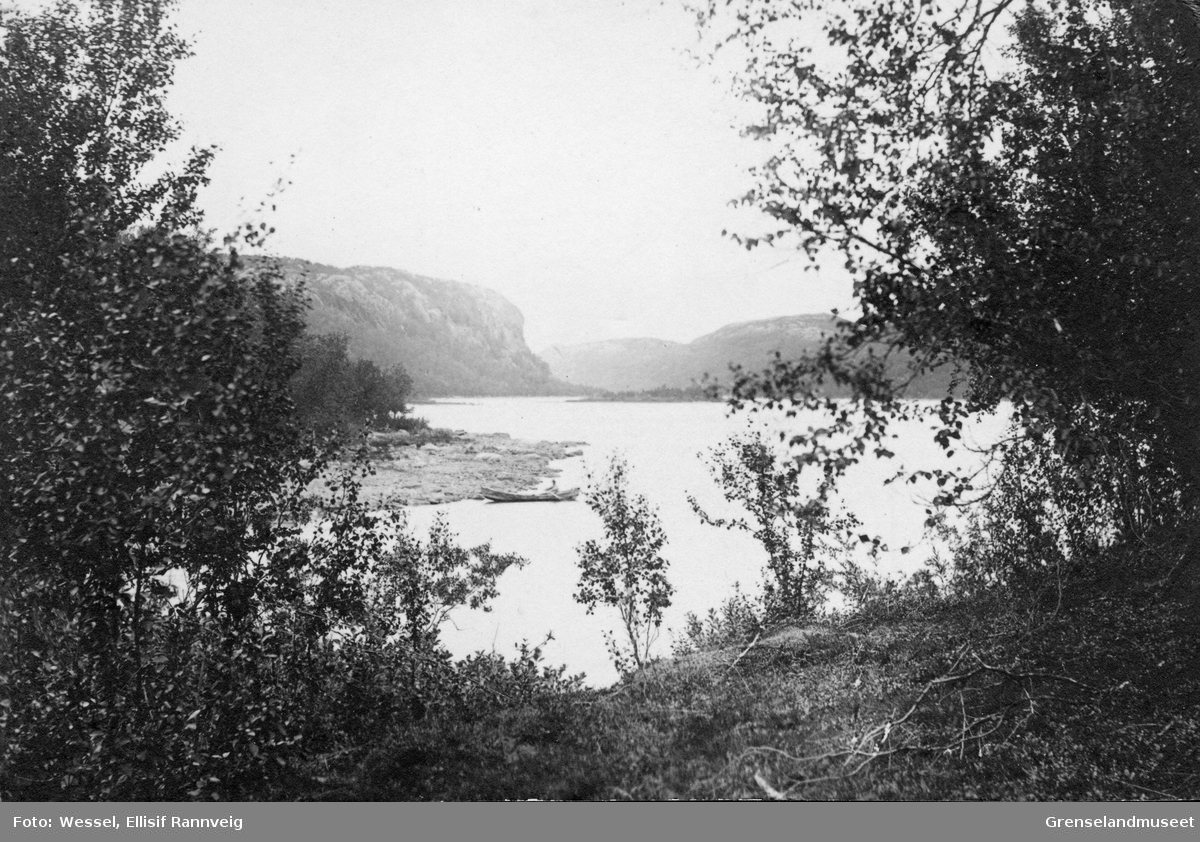
Skoltälvbåt på Pasvikälven, omkring 1900. Foto: Ellisif Wessel

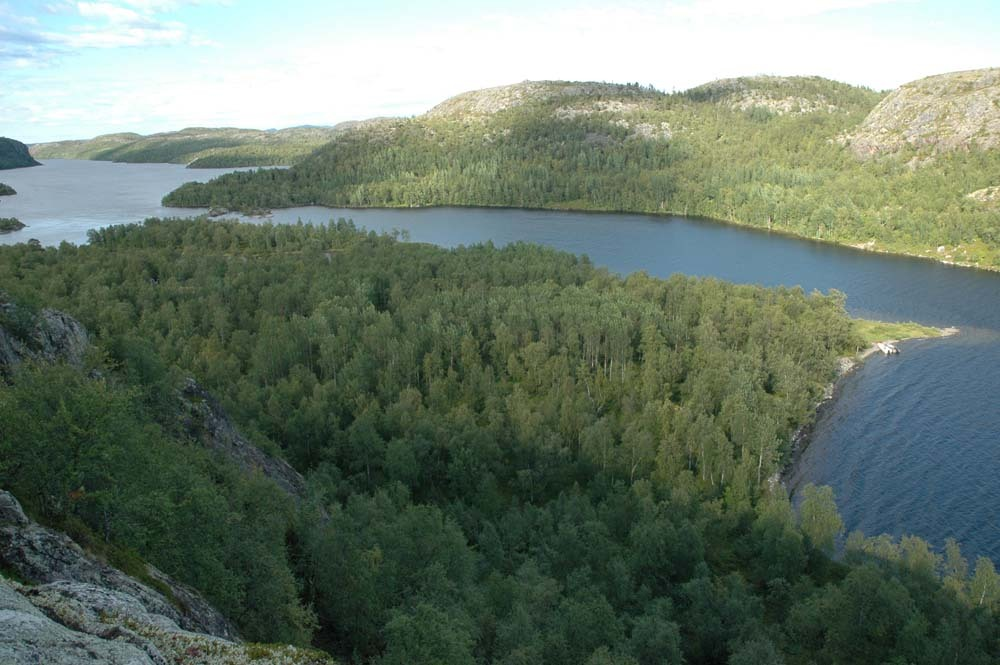
Harefossen i Pasvikälven 2007. Bilden är tagen i Norge mot nordöst, och Ryssland ligger på andra sidan av älven.

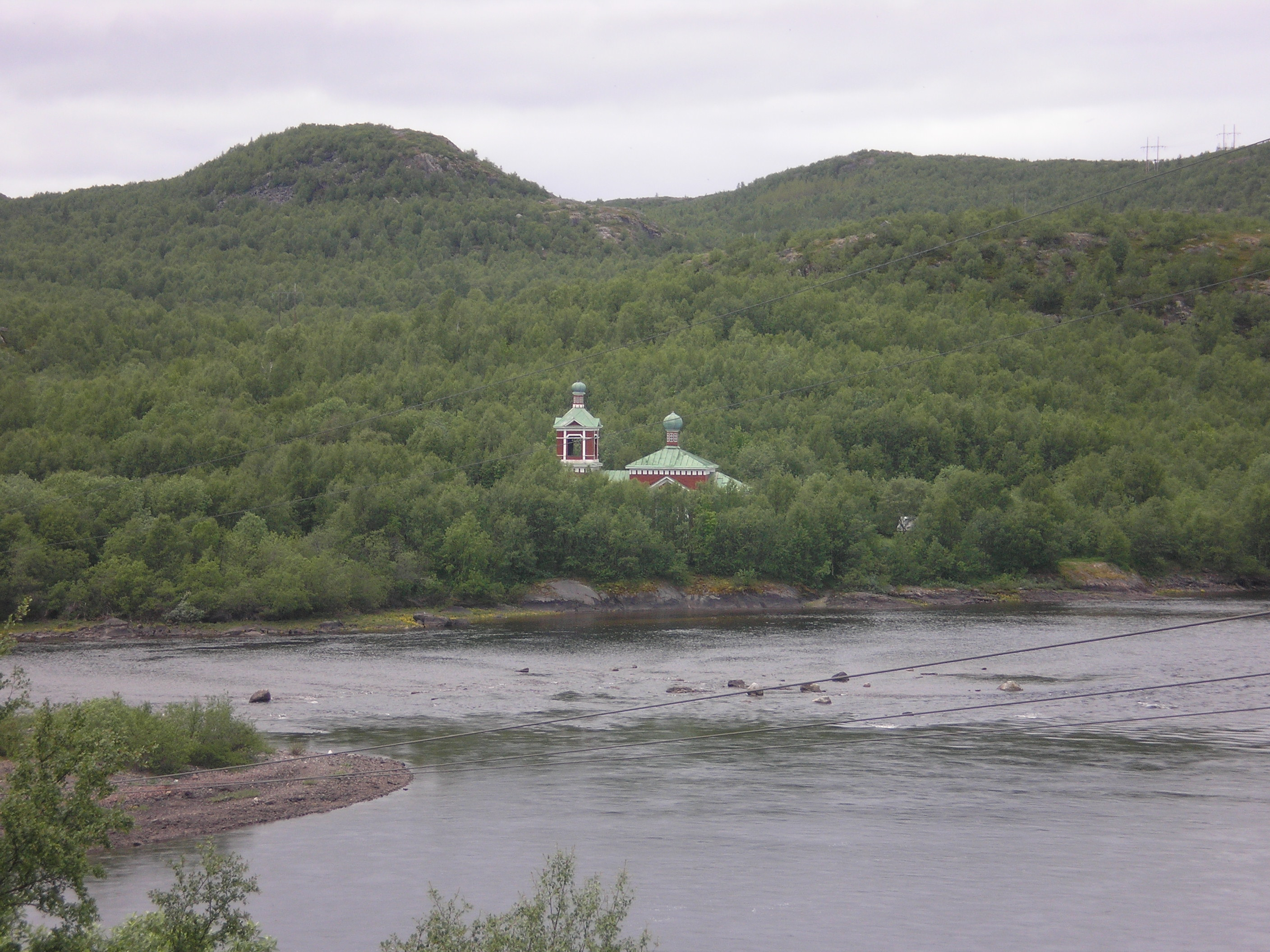
Kyrkan i Borisoglebsk

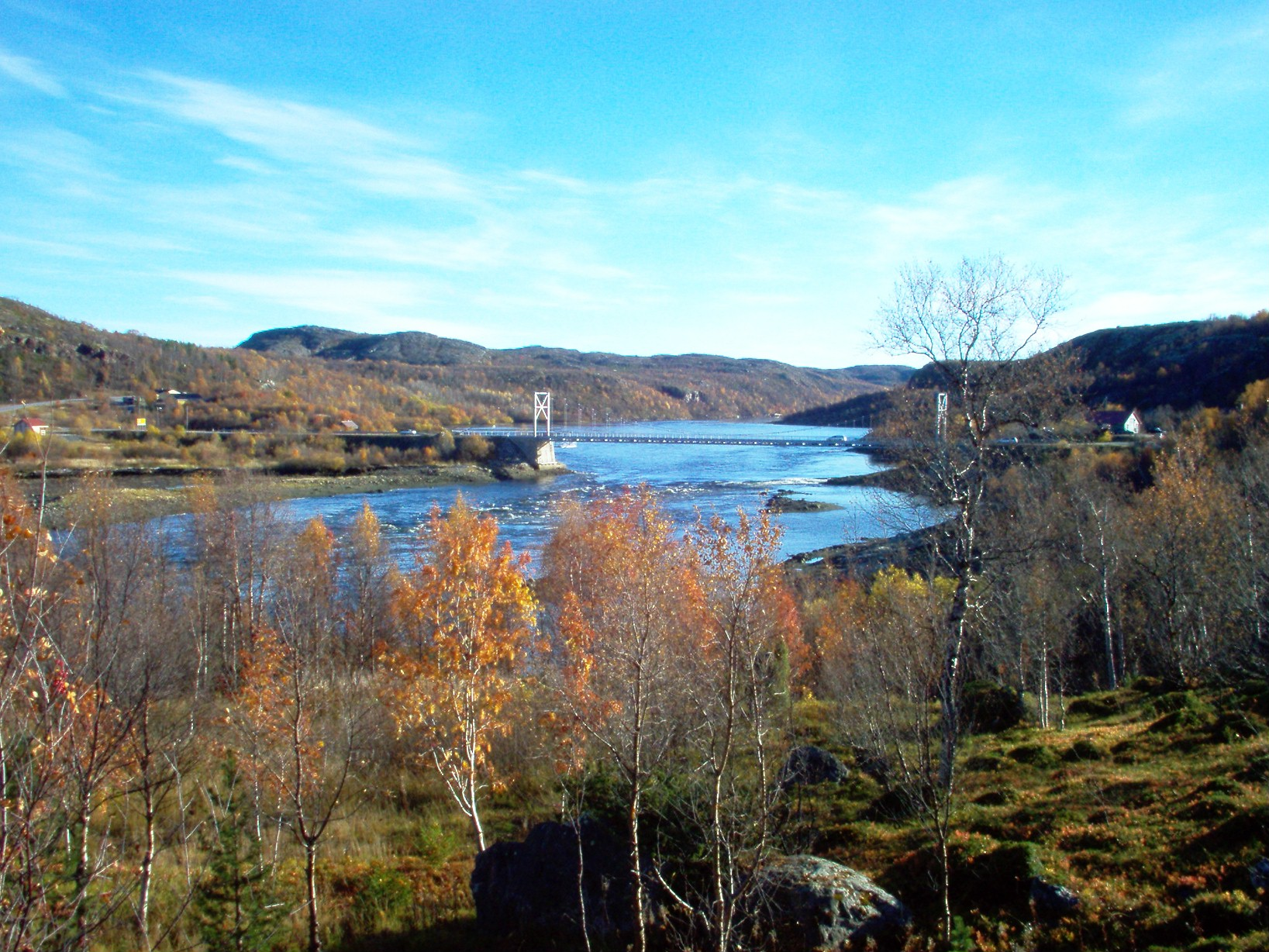
Foto från söder om Pasviks älvs mynning i Bøkfjorden vid Elvenes med den äldre Elvenesbrua över Pasvik älv. Bilden är tagen söderut. En ny bro uppförs 2017 strax hitom den äldre bron.

Pasvikälven, (skoltsamiska Paččjokk, norska: Pasvikelva, ryska: Патсойоки, Patsojoki, eller Паз, Paz, finska: Paatsjoki, nordsamiska Báhčeveaijohka) är en älv i Pasvikdalen på Nordkalotten. Den utgår från Enare träsk i Finland, flyter en sträcka i Ryssland, är därefter gränsflod mellan Norge och Ryssland samt flyter slutligen i Norge för att mynna ut i Bøkfjorden, en sydlig arm av Varangerfjorden i Barents hav.
Pasvikälven är omkring 145 km lång och sänker sig 118 meter från Enare träsk till Norra Ishavet. Efter andra världskriget bildar älven på en lång sträcka gräns mellan Norge och Ryssland, efter att mellan 1920 och 1944 på denna sträcka varit gränsälv mellan Norge och Finland (Petsamo).
Vattnet från sjön Kertusjärvi på gränsen mellan Finland och Norge avrinner via Ellenelva till Pasvikälven.
Älvens mynning ligger helt i Norge, dock endast 1,8 km från en kort sträcka vid Borisoglebsk där älven går i Ryssland och gränsen mellan Norge och Ryssland ligger väster om älven. I söder går älven efter en finländsk markförsäljning av Jäniskoski-Niskakoskiområdet till Ryssland 1947 inne i Ryssland, strax söder om gränsen mot Norge. En kortare sträcka, närmast Enare träsk, flyter älven i Finland.

## Broar
Broar över Pasvikälven för allmän trafik finns dels i Finland vid Enare träsk, dels i Norge vid Elvenes. Vid Elvenes slutfärdigställs i september 2017 en ny landsvägsbro, som ska ersätta den äldre Elvenesbron från 1920-talet. Dessutom finns privata överfarter vid kraftverken, vilka är stängda för allmän trafik. När Skafferhullet var öppen som gränsövergång 1965, användes överfarten vid Borisoglebsks kraftverk för allmän trafik.

## Färjor
Idag är de två allmänna broarna de enda överfarterna. Under den tid Petsamoområdet var finländskt fanns också en färja över älven mellan Utnes i Svanvik i Finnmark och Salmijärvi i Petsamo, nära staden Nikel.

## Skogsavverkning
Pasvikdalen har tallskogar med trävirke av god kvalitet. Under åren mellan första och andra världskriget bedrevs timmerflottning på älven. Företaget Pasvik Timber hade ett sågverk i Jakobsnes vid älvens utlopp i havet, som hade som flest 250 anställda. Sågbruket förstördes av tyska flygbombningar 1940 och byggdes aldrig upp igen. 

## Vattenkraft
År 1947 ingicks ett avtal mellan Norge och Sovjetunionen om reglering av Pasvikälven. År 1955 påbörjades förhandlingar om byggnation av vattenkraftverk, vilka blev klara 1958. Norge övertog ryska rättigheter vid Skogfoss, medan Sovjetunionen övertog norska rättigheter nedströms. Norge byggde sedan Skogfoss kraftverk och Melkefoss kraftverk, och Sovjetunionen byggde bland andra ett kraftverk vid Borisoglebsk.  
Pasviksälvens avrinningsområde är 18 404 km² och medelvattenföringen 180 m³/s vid mynningen. Praktiskt taget hela den sammantagna fallhöjden i älven utbyggdes till slut med sju vattenkraftverk. Fem av dem drivs av det ryska kraftföretaget Territorialnaya generiruyushchaya kompaniya No 1 och två av det norska Pasvik Kraft.
Det produceras 1,4 TWh vattenkraft i älven. Av detta utgör den norska andelen 387 GWh. Ett stort antal vattenfall i älven har försvunnit i samband med kraftutbyggnaden, bland andra Skogfoss, som ansågs vara det mest magnifika. Den sista oexploaterade forsen var Melkefoss, som Norge hade rätten till. Utbyggnadsplanerna för Melkefoss ledde till lokala norska protester vid mitten av 1970-talet, men genomfördes efter ett beslut av Norges regering 1976.

## Kraftverken i Pasvikälven
| Namn                    | Invigt år | Effekt MW | Årsmedel- produktion GWh | Antal turbiner | Ägar- land | Geografiskt läge                                       |
| ----------------------- | --------- | --------- | ------------------------ | -------------- | ---------- | ------------------------------------------------------ |
| Kaitakoski kraftverk    | 1959      | 11        | 69                       | 2              | Ryssland   | 68°56′19″N 28°36′02″Ö / 68.93861°N 28.60056°Ö          |
| Janiskoski kraftverk    | 1951      | 31        | 208                      | 3              | Ryssland   | 68°58′18″N 28°46′49″Ö / 68.97167°N 28.78028°Ö          |
| Rajakoski kraftverk     | 1956      | 43        | 228                      | 3              | Ryssland   | 69°01′22″N 29°0′20″Ö / 69.02278°N 29.00556°Ö           |
| Hestefoss kraftverk     | 1970      | 47        | 215                      | 2              | Ryssland   | 69°7′3″N 29°14′31″Ö / 69.11750°N 29.24194°Ö            |
| Skogfoss kraftverk      | 1964      | 48        | 258                      | 2              | Norge      | 69°22′23″N 29°41′38″Ö / 69.37292°N 29.69401°Ö          |
| Melkefoss kraftverk     | 1978      | 26        | 129                      | 1              | Norge      | 69°23′58″N 29°47′14″Ö / 69.39934°N 29.78721°Ö          |
| Borisoglebsks kraftverk | 1963      | 56        | 272                      | 2              | Ryssland   | 69°38′36.48″N 30°8′13.57″Ö / 69.6434667°N 30.1371028°Ö |

## Naturskydd i Øvre Pasvik
I den övre delen av Pasvikdalen finns flera naturskyddsområden vid Pasvikälven:
- Øvre Pasvik landskapsvernområde i Norge
- Pasvik naturreservat i Norge
- Pasvik Zapovednik i Ryssland

Tillsammans med Övre Pasvik nationalpark i Norge och Vätsäri ödemarksområde i Finland bildar dessa Pasvik–Enare trilaterala naturskyddsområde, som är ett sammanhängande vildmarksområde i de tre länderna.